# The World Games Series
Le The World Games Series sono una manifestazione sportiva multidisciplinare organizzata sulla falsariga dei Giochi mondiali.
Le Series sono organizzati sotto la supervisione del International World Games Association, con l'intenzione di garantire visibilità agli sport non olimpici nel corso della stagione e come eventi di qualificazione ai giochi mondiali.

## Edizioni
| Edizione | Sede      | Date            | Sport | Discipline | Nazioni | Atleti | Miglior nazione | Fonte |
| -------- | --------- | --------------- | ----- | ---------- | ------- | ------ | --------------- | ----- |
| 2024     | Hong Kong | 11 - 13 ottobre | 3     | 10         | 33      | 87     | Hong Kong       | [ 1 ] |
| 2025     | Chengdu   | 29 - 30 marzo   | 4     | 29         | 31      | 128    | Italia          | [ 2 ] |

## Discipline
I The World Games Series includono un programma variabile di disipline:
| Disciplina            | 2024 | 2025 |
| --------------------- | ---- | ---- |
| Bocce                 |      | ●    |
| Cheerleading          | ●    |      |
| Immersione in apnea   |      | ●    |
| Nuoto per salvamento  |      | ●    |
| Nuoto pinnato         |      | ●    |
| Pattinaggio freestyle | ●    |      |
| Wushu                 | ●    |      |
| Totale per edizione   | 3    | 4    |

## Medagliere
| Posiz. | Nazione                     | Oro | Argento | Bronzo | Totale |
| ------ | --------------------------- | --- | ------- | ------ | ------ |
| 1      | Italia                      | 8   | 4       | 3      | 15     |
| -      | Atleti Individuali Neutrali | 5   | 4       | 1      | 11     |
| 2      | Ungheria                    | 5   | 1       | 2      | 8      |
| 3      | Hong Kong                   | 3   | 2       | 3      | 8      |
| 4      | Polonia                     | 3   | 0       | 2      | 5      |
| 5      | Ucraina                     | 2   | 5       | 5      | 12     |
| 6      | Nuova Zelanda               | 2   | 3       | 1      | 6      |
| 7      | Madagascar                  | 2   | 0       | 0      | 2      |
| 8      | Spagna                      | 1   | 4       | 3      | 8      |
| 9      | Germania                    | 1   | 2       | 3      | 6      |
| 10     | Thailandia                  | 1   | 1       | 2      | 4      |
| 11     | Singapore                   | 1   | 1       | 1      | 3      |
| 12     | Taipei cinese               | 1   | 1       | 0      | 2      |
| 13     | Cambogia                    | 1   | 0       | 0      | 1      |
| 13     | Egitto                      | 1   | 0       | 0      | 1      |
| 13     | Iran                        | 1   | 0       | 0      | 1      |
| 13     | Stati Uniti                 | 1   | 0       | 0      | 1      |
| 13     | Brunei                      | 1   | 0       | 0      | 1      |
| 18     | Corea del Sud               | 0   | 3       | 1      | 4      |
| 19     | Indonesia                   | 0   | 2       | 1      | 3      |
| 20     | Vietnam                     | 0   | 1       | 0      | 1      |
| 20     | Uzbekistan                  | 0   | 1       | 0      | 1      |
| 20     | Malaysia                    | 0   | 1       | 0      | 1      |
| 20     | Australia                   | 0   | 1       | 0      | 1      |
| 20     | Francia                     | 0   | 1       | 0      | 1      |
| 25     | Cina                        | 0   | 0       | 2      | 2      |
| 25     | Giappone                    | 0   | 0       | 2      | 2      |
| 27     | Belgio                      | 0   | 0       | 1      | 1      |
| 27     | Cuba                        | 0   | 0       | 1      | 1      |
| 27     | Birmania                    | 0   | 0       | 1      | 1      |
| 27     | Serbia                      | 0   | 0       | 1      | 1      |
| 27     | India                       | 0   | 0       | 1      | 1      |
| 27     | Filippine                   | 0   | 0       | 1      | 1      |
| 27     | Messico                     | 0   | 0       | 1      | 1      |
| Totale | Totale                      | 40  | 38      | 39     | 118    |